# Lutherische Theologische Hochschule Oberursel

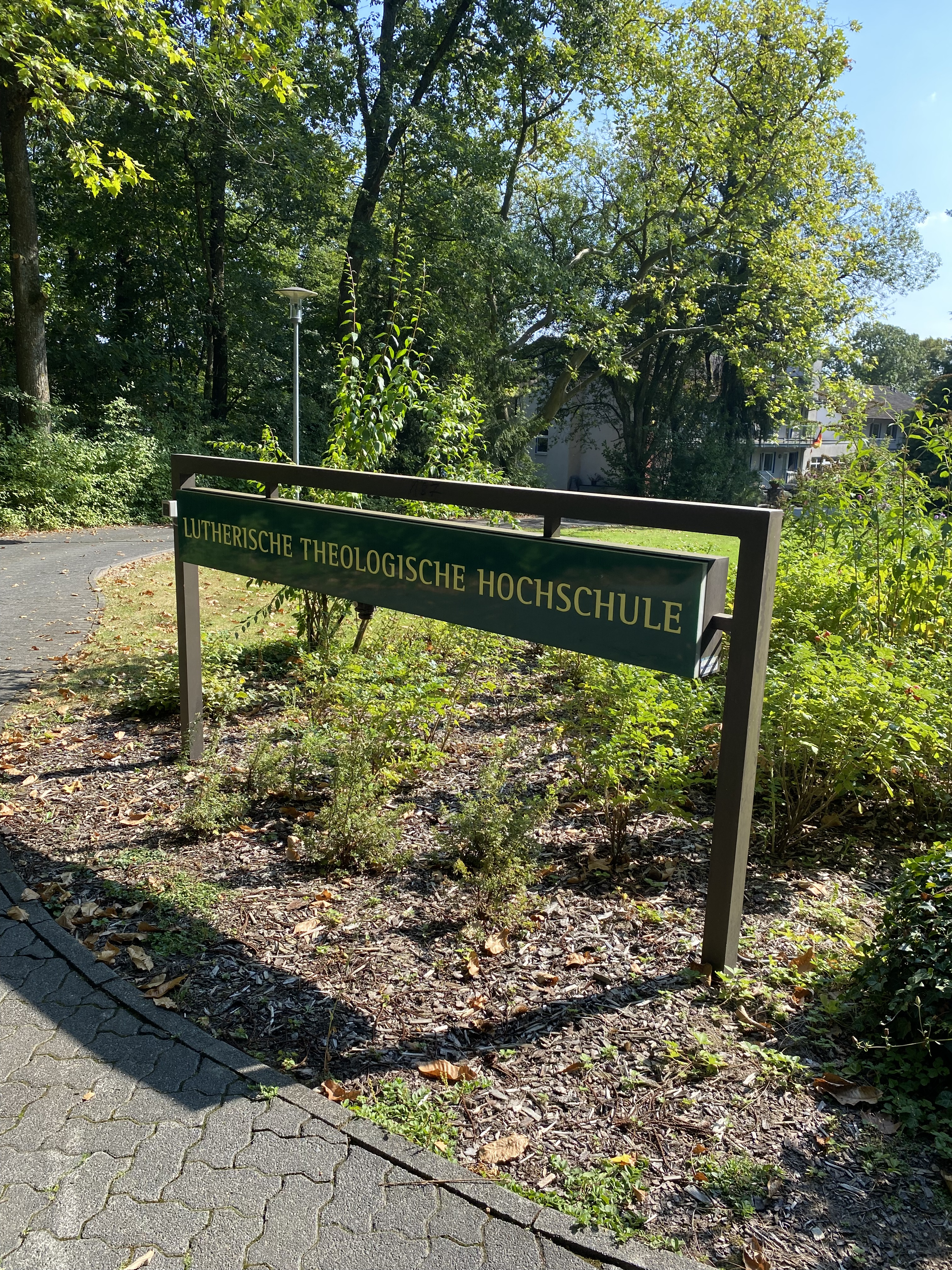
Schild am Eingang zum Campus, Altkönigstraße 150

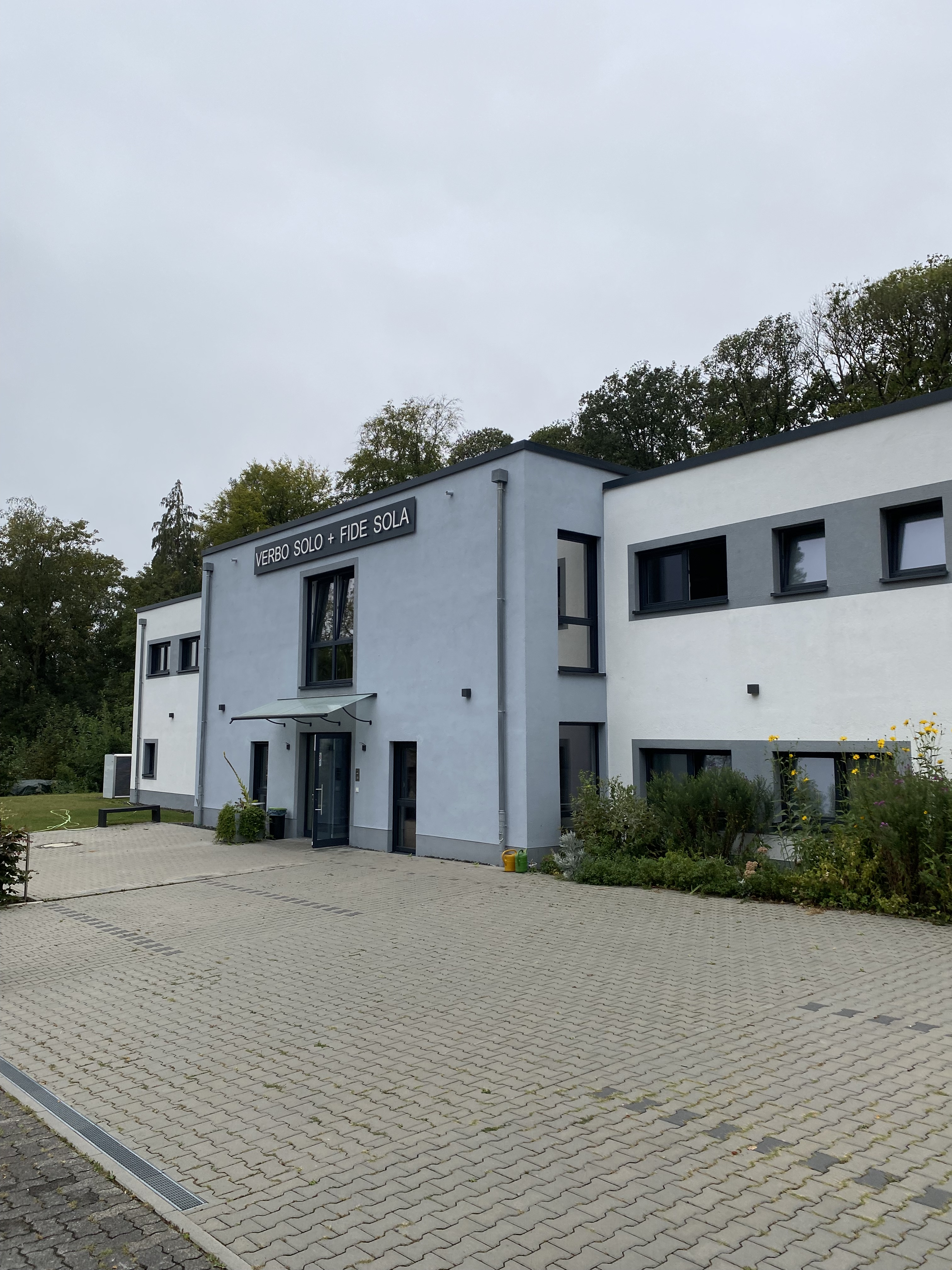
Vorderseite des Hauptgebäudes

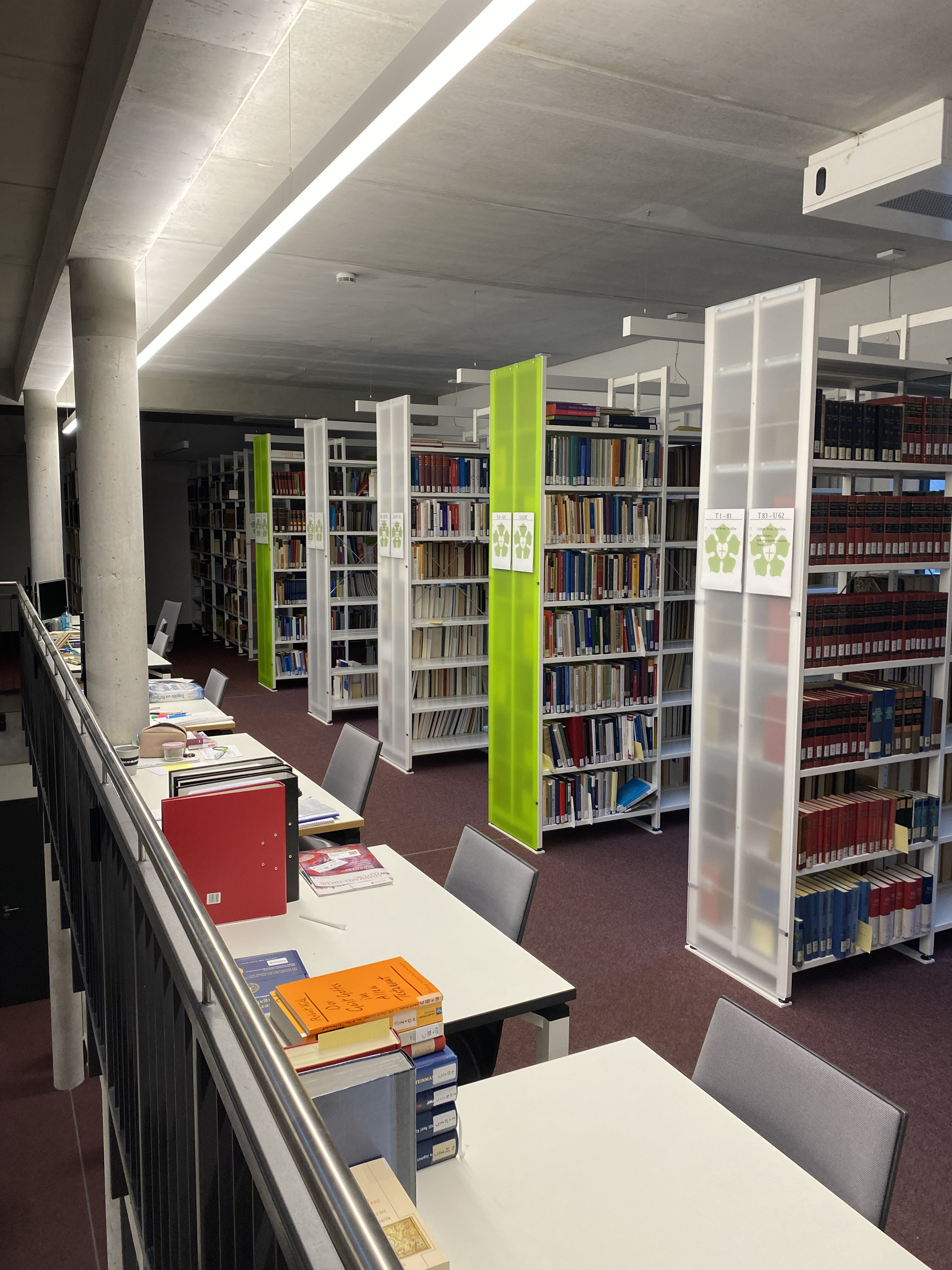
Bibliothek innen

Die Lutherische Theologische Hochschule Oberursel (LThH) ist eine kirchliche, staatlich anerkannte wissenschaftliche Hochschule in Oberursel. Sie wird getragen von der Selbständigen Evangelisch-Lutherischen Kirche.
Die LThH steht allen Studierenden des Faches Evangelische Theologie offen. Als Mitglied der Hochschulrektorenkonferenz und des Evangelisch-Theologischen Fakultätentages achtet sie auf die Einhaltung der Maßstäbe wissenschaftlich-theologischen Arbeitens wie die staatlichen Hochschulen.

## Geschichte
Die Hochschule steht in der Tradition zweier kirchlicher Ausbildungsstätten im Bereich selbständiger evangelisch-lutherischer Kirchen. Von 1883 bis 1945 bestand in Breslau das Seminar der Evangelisch-Lutherischen Kirche in Preußen („Altlutheraner“) und von 1922 bis 1945 das Seminar der Evangelisch-Lutherischen Freikirche in Kleinmachnow bei Berlin. In deren Nachfolge wurde 1947 in Groß Oesingen (Lüneburger Heide) das damalige Proseminar und 1948 in Oberursel die Lutherische Theologische Hochschule von beiden genannten Kirchen gegründet. 1955 wurde die Hochschule vom Hessischen Kultusministerium anerkannt. Seit 1972 ist die Selbständige Evangelisch-Lutherischen Kirche alleiniger Träger der Hochschule.
Hier haben seitdem mehr als 1300 Menschen studiert, überwiegend männlich, da die SELK die Frauenordination nicht eingeführt hat. Akademisch ausgebildete Theologinnen werden in der SELK als Pastoralreferentinnen angestellt. In der Fakultät unterrichtet inzwischen die dritte Generation an den Lehrstühlen der fünf klassischen theologischen Fächer (Altes Testament, Neues Testament, Kirchengeschichte, Systematische Theologie, Praktische Theologie).

## Trägerschaft
Die Selbständige Evangelisch-Lutherische Kirche (SELK) ist eine lutherische Bekenntniskirche. Sie ist gebunden an die Heilige Schrift und die Bekenntnisschriften der evangelisch-lutherischen Kirche. Ihre Selbständigkeit versteht sie als Unabhängigkeit vom Staat, als kirchliche Eigenverantwortung ihrer Mitglieder und als Eigenständigkeit in ihrer Verfassung und ihren Finanzen. In diesem Rahmen sorgt die SELK für Bestand und Unterhalt einer eigenen kirchlichen Hochschule. Diese ist für die Ausbildung des theologischen Nachwuchses und das Angebot entschieden lutherischer Theologie in Forschung und Lehre zuständig.

## Organe
Zu den Organen gehören u. a.:
1. Die Fakultät; sie besteht aus den Lehrstuhlinhabern der fünf klassischen theologischen Fächer (Altes Testament, Neues Testament, Kirchengeschichte, Systematische Theologie, Praktische Theologie).
2. Die Studierendenschaft; sie wird vertreten durch den Allgemeinen Studierenden-Ausschuss (AStA).
3. Das Kuratorium; es setzt sich zusammen aus dem Bischof und zwei Pröpsten der SELK und zwei nicht-theologischen Universitätsprofessoren. Vorsitzender des Kuratoriums ist Bischof (SELK) Hans-Jörg Voigt D.D.[1]

Berufungen auf Lehrstühle erfolgen auf Vorschlag der Fakultät nach Anhörung des Kuratoriums durch die Kirchenleitung der Selbständigen Evangelisch-Lutherischen Kirche.

## Forschung und Lehre
Die Hochschule vertritt in Forschung und Lehre die klassischen Fächer der Theologie (Altes Testament, Neues Testament, Kirchengeschichte, Systematische Theologie, Praktische Theologie) mit je einem Lehrstuhl. Zusätzlich sind Missionskunde, Diakonik, Kirchenrecht, Ökumenische Theologie und Philosophie im Lehrangebot vertreten. Ihre Arbeit ist darauf gerichtet, die Gegenwartsbedeutung des lutherisch-reformatorischen Erbes in geistiger, gesellschaftlicher und kirchlicher Hinsicht herauszustellen und ins Gespräch zu bringen. Das Studienprogramm umfasst außerdem Kurse in den biblischen Sprachen Hebräisch und Griechisch (je ein erweitertes Semester) sowie in Latein (zwei erweiterte Semester).

## Campus-Hochschule
Tages- und Wochenablauf sind durch das Angebot regelmäßiger Gottesdienste geprägt, die von Dozenten und Studierenden gehalten werden. Zum Zusatzangebot gehören theologische Gesprächsabende, Einkehrwochenenden und Studientage.

## Ordinarien
- Altes Testament: Achim Behrens
- Neues Testament: Armin Wenz
- Kirchengeschichte: Gilberto da Silva
- Systematische Theologie: Christian Neddens
- Praktische Theologie: Christoph Barnbrock
- Ehemalige Professoren und Dozenten (Auswahl): Jorg Christian Salzmann, Werner Klän, Manfred Roensch, Volker Stolle, Hans Kirsten, Wilhelm Oesch, Richard Laabs, Martin Kiunke, Hartmut Günther, Gottfried Hoffmann, Gerhard Rost, Ernst Dammann, Friedrich Wilhelm Hopf, Horst W. Beck, Ernst Koch